# Талібов Різван Шахмамед-огли
Різван Шахмамед-огли Талібов (20 січня 1998 , Чернівці ) — український каратист, призер чемпіонатів Європи.

## Спортивні досягнення
| Дата       | Турнір            | Вагова кетегорія | Місце проведення     | Результат |
| ---------- | ----------------- | ---------------- | -------------------- | --------- |
| 2022-05-25 | Чемпіонат Європи  | понад 84 кг      | Газіантеп, Туреччина | Бронза    |
| 2021-09-04 | K1 Premier League | понад 84 кг      | Каїр, Єгипет         | Бронза    |
| 2021-03-12 | K1 Premier League | понад 84 кг      | Стамбул, Туреччина   | Срібло    |
| 2020-02-28 | K1 Premier League | понад 84 кг      | Зальцбург, Австрія   | Золото    |
| 2025-08-08 | Всесвітні ігри    | понад 84 кг      | Ченду, Китай         | Золото    |